# Alualide ibne Zidane
Alualide ibne Zidane, também conhecido como Mulei Alualide (em árabe: ﺍﻟﻮﻟﻴﺪ; romaniz.: al-Ualid), foi sultão do Sultanato Saadiano, reinando entre 1631 e 1636. Foi antecedido no trono por Abu Maruane Abedal Maleque II, e foi seguido no trono por Maomé Axeique Açaguir.